# Laguna del Yeso
Laguna del Yeso är en sjö i Chile.   Den ligger i regionen Región de O'Higgins, i den södra delen av landet, 110 km söder om huvudstaden Santiago de Chile. Laguna del Yeso ligger 2 150 meter över havet. Arean är 0,41 kvadratkilometer. Den sträcker sig 0,6 kilometer i nord-sydlig riktning, och 1,4 kilometer i öst-västlig riktning.
Trakten runt Laguna del Yeso är ofruktbar med lite eller ingen växtlighet. Runt Laguna del Yeso är det glesbefolkat, med 11 invånare per kvadratkilometer.